# ادموند تاپسوبا
ادموند فیصل تاپسوبا (انگلیسی: Edmond Tapsoba؛ زادهٔ ۲ فوریهٔ ۱۹۹۹) بازیکن فوتبال اهل بورکینافاسو است که در پست مدافع میانی برای باشگاه فوتبال بایر لورکوزن و تیم ملی فوتبال بورکینافاسو بازی میکند.

## باشگاهی
از باشگاه‌هایی که در آن بازی کرده‌است می‌توان به باشگاه فوتبال لیتشوئس و باشگاه فوتبال ویتوریا گیمارش اشاره کرد.

## تیم ملی
وی همچنین در تیم ملی فوتبال بورکینافاسو بازی کرده‌است.